# Jónsbók
Jónsbók es un compendio de textos del derecho de Islandia adoptado en 1281 por el Althing (asamblea de hombres libres o parlamento local). Fue Magnus IV de Noruega quien solicitó a Jón Einarsson recoger y adaptar las leyes vigentes de Járnsíða a la nueva situación política, al desaparecer la Mancomunidad Islandesa y someterse los habitantes de la isla bajo la corona noruega hacia 1262-64.  El cambio que supuso Jónsbók en el correcto conocimiento de la ley islandesa y la apuesta por la conservación de la lengua local lo han convertido en el documento más influyente e importante a nivel jurídico y cultural de la Historia de Islandia.
Járnsíða en 1280 no satisfacía a muchos de los islandeses y el reto de modificar y adaptar las leyes cayó en manos de Jón Einarsson y que, parece ser, el nuevo texto en principio tampoco fue bien recibido. En el Althing de 1281, los tres grandes grupos sociales, artesanos, clérigos y bændur (terratenientes y granjeros), hicieron sus aportaciones de forma individual. El obispo Árni Þorláksson en sus escritos resume las decisiones en dos grupos principales:
1. El Althing consideró que los asuntos de los clérigos se sometían a su propia jurisdicción, e independencia económica.
2. Los agricultores viendo agotados sus activos, se les respetó la libertad de negociación comercial a cambio de diversas obligaciones sociales.

Jónsbók refleja sentencias y penas para los delitos cometidos como la pena de muerte, torturas con artefactos candentes y sanciones económicas. El códice se convirtió en un completo sistema legal y judicial donde se encontraba todo tipo de circunstancias, desde la protección del ganado hasta la cobertura legal por daños personales.
Este compendio de leyes permaneció durante cuatro siglos sin modificaciones, siendo este uno de los sistemas jurídicos más estables del mundo. Algunos de los preceptos que contenía Jónsbók siguen vigentes en el ordenamiento jurídico actual de Islandia.